# Tyrstrup Kirke
Tyrstrup Kirke er en kirke i Christiansfeld, Tyrstrup Sogn i Kolding Kommune. Kirken er bygget 1862–1863, hvor den afløste en romansk kirke fra 1200-tallet. Den romanske kirke lå ca. 100 meter øst for den nye kirke, hvor den nuværende kirkegård findes. Kirken er tegnet af arkitekt L.A. Winstrup. Altertavlen er malet af Anton Dorph i 1863, og forestiller Jesus på besøg hos Martha og Maria.

## Galleri
- Fra nordvest
- Fra sydøst
- Muren ud til Haderslevvej er opført af granitblokke fra den gamle kirke
- Kirkens indre set fra øst
- Koret
- A. Dorphs maleri
- I apsis bag alteret findes 3 glasmosaikvinduer
- Det dekorerede plankeloft
- Relief til minde om Genforeningen i 1920 og Kongens besøg i kirken

## Eksterne kilder og henvisninger
- Wikimedia Commons har flere filer relateret til Tyrstrup Kirke
- Tyrstrup Kirke hos KortTilKirken.dk

- Officiel hjemmeside